# Toninia ruginosa
Toninia ruginosa är en lavart som först beskrevs av Edward Tuckerman, och fick sitt nu gällande namn av Herre. Toninia ruginosa ingår i släktet Toninia och familjen Ramalinaceae.

## Underarter
Arten delas in i följande underarter:
- pacifica
- ruginosa